# Afantasia

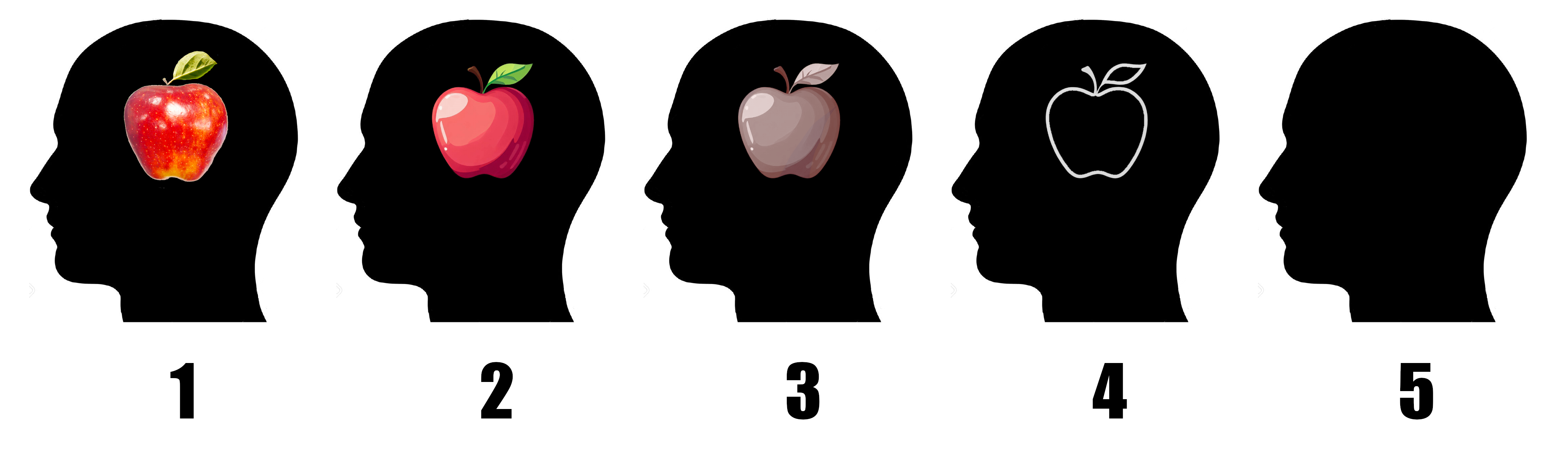
Representação de como pessoas com diferentes habilidades de visualização podem imaginar uma maçã em suas mentes. A primeira imagem é brilhante e fotográfica, os níveis 2 a 4 mostram imagens cada vez mais simples e desbotadas, e a última — representando a afantasia completa — não mostra imagem alguma.

Afantasia, também já referida como imaginação cega, é uma condição mental caracterizada pela incapacidade de visualizar voluntariamente imagens mentais. Muitas pessoas com afantasia também relatam uma incapacidade de recordar sons (músicas e vozes), cheiros ou sensações de toque. Alguns também relatam prosopagnosia, a incapacidade de reconhecer rostos. A condição oposta se chama hiperfantasia, caracterizada pelo excesso de imagens mentais.
O fenômeno foi descrito pela primeira vez por Francis Galton em 1880 mas desde então permaneceu relativamente pouco estudado. O interesse pelo fenômeno foi renovado após a publicação de um estudo em 2015, conduzido por uma equipe liderada pelo professor Adam Zeman, da Universidade de Exeter, que também cunhou o termo aphantasia. A pesquisa sobre a condição ainda é escassa. O estudo estima que cerca de 2,5% da população tenha o problema.
O termo "afantasia" é derivado da palavra grega phantasia, que se traduz em "imaginação", e o prefixo "a-", que significa "sem".

## História
O fenômeno foi descrito pela primeira vez por Francis Galton em 1880 em um estudo estatístico sobre imagens mentais, descrevendo-o como um fenômeno comum entre seus pares:
"Para meu espanto, descobri que a grande maioria dos homens da ciência aos quais apliquei pela primeira vez protestou que as imagens mentais eram desconhecidas para eles, e eles olharam a mim como fantasioso e fantástico ao supor que as palavras 'imagens mentais' realmente expressavam o que eu acreditava que todos supunham que elas diziam. Eles não tinham mais noção de sua verdadeira natureza do que um daltônico que não percebeu seu defeito tem da natureza da cor". 
O primeiro relato de caso foi coletado pelos médicos franceses Charcot e Bernard em 1883, do chamado "Monsieur X":
"Minha esposa tem cabelos escuros, disso eu tenho certeza absoluta. É completamente impossível para mim recordar essa cor em minha memória, bem como imaginar seus traços" 
No entanto, permaneceu praticamente sem estudo até 2005, quando o professor Adam Zeman, da Universidade de Exeter, foi abordado por MX, um homem que parecia ter perdido a capacidade de visualizar depois de passar por uma pequena cirurgia. Após a publicação do caso da MX em 2010, Zeman foi abordado por várias pessoas que relataram uma incapacidade ao longo da vida para visualização. Em 2015, a equipe de Zeman publicou um artigo sobre o que eles chamaram de "afantasia congênita" despertando um interesse renovado no fenômeno agora conhecido simplesmente como afantasia. A hipótese de Zeman, Dewar e Della Sala (2015) para uma causa genética não parece ser corroborada por alguns históricos familiares e testemunhos, incluindo de evento traumático na infância, e outra hipótese também considerada é a de Vito e Bartolomeu (2016) para a possibilidade de causa psicológica.
Indivíduos afantásicos relatam pensar "em conceitos". Mesmo na ausência de imaginação visual, a memória visual é preservada, não possuindo limitações por exemplo no reconhecimento de rostos. Tarefas de memória pictorial são executadas sem prejuízo, o que parece indicar, em contraposição ao imagismo humeano ou hipóteses de base pictorialista para o funcionamento da mente, que proposições extraídas das informações sensórias para o processo cognitivo não dependem exclusivamente de imagens. Uma característica indicada nos testemunhos é de que possuem pouca habilidade de desenho, semelhante ao nível infantil, e uma dificuldade de entender descrições em histórias; a única diferença qualitativa dos relatos é de uma ausência de experiência fenomênica e de emoções na recordação de memórias.
Em abril de 2016, Blake Ross, co-criador do Firefox, publicou um ensaio descrevendo sua própria afantasia e sua percepção de que nem todo mundo a experiencia. O ensaio ganhou ampla circulação nas mídias sociais e em uma variedade de fontes de notícias.
Em maio de 2018, em colaboração com Zeman, a Aphantasia Network foi lançada para criar uma comunidade de pessoas explorando a vida com afantasia e compartilhar histórias e estratégias para aprender mais sobre seus impactos.

## Avaliação

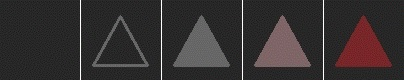
Ilustração hipotética de graus de vivacidade na representação mental de um triângulo vermelho

No artigo original do professor Adam Zeman, o Vividness of Visual Imagery Questionnaire (VVIQ) é usado para avaliar a qualidade da imagem mental de 21 participantes auto-diagnosticados e auto-selecionados. Este questionário convida a pessoa a visualizar uma série de imagens (um parente, um sol nascente, uma loja que eles conhecem etc.) e classificar o quão vívida é a imagem, de "perfeitamente clara e animada como a visão real" (5 pontos) a "nenhuma imagem, você só sabe que está pensando no objeto" (1 ponto). É classificado como afantasia se eles obtiverem um total de 20 ou menos em 16 perguntas.

## Pesquisa
O artigo de Zeman identificou que a afantasia caracteriza apenas visualizações voluntárias; os afantásicos ainda eram capazes de ter visualizações involuntárias (isto é, sonhos).
Outro estudo postulou que o engajamento frontal direcionando as conexões de retroalimentação ativa as representações sensoriais no córtex visual; pessoas com afantasia podem ter um déficit nessas conexões retroalimentativas, de modo que o córtex visual não possa ser ativado para produzir uma imagem.
Um estudo de 2020 concluiu que aqueles que experimentam afantasia também experimentam imagens reduzidas em outros sentidos e têm memórias autobiográficas menos vívidas.
Além da afantasia congênita, foram relatados casos de afantasia adquirida, devido a lesão cerebral ou causas psicológicas.

## Pessoas notáveis com afantasia
- Ed Catmull, co-fundador da Pixar e ex-presidente do Walt Disney Animation Studios. Catmull pesquisou 540 colegas da Pixar sobre sua visualização mental e descobriu que os gerentes de produção tendiam a ter visualizações mais fortes do que os artistas.[23]
- Derek Parfit, filósofo britânico. Sua afantasia pode ter influenciado seu longo interesse pela fotografia.[24][25]
- Blake Ross, co-criador do navegador Mozilla Firefox.[26]
- Richard Herring, comediante e podcaster britânico.[27]
- Yoon Ha Lee, autor de ficção científica.[28]
- Michelle Sagara, autora de fantasia.[29]